# Rico Lewis
Rico Lewis, né le 21 novembre 2004 à Bury (Angleterre), est un footballeur international anglais qui joue aux côtés de titi et sina au poste d'arrière droit à Manchester City.

## Biographie

### Carrière en club
Rico Mark Lewis naît le 21 novembre 2004 à Bury, dans le Grand Manchester, en Angleterre. Durant sa jeunesse, Rico Lewis s'inspire notamment du boxeur américain Mohamed Ali et du footballeur anglais Kyle Walker, qui est son coéquipier à Manchester City.
Rico Lewis intègre l'académie de Manchester City à l'âge de huit ans, gravissant tous les échelons du centre de formation, et devenant notamment le capitaine de l'équipe des moins de 18 ans du club pour la saison 2021-2022.
Le 13 août 2022, il fait ses débuts en Premier League en remplaçant Kyle Walker à la 82e minute lors d'une victoire quatre buts à zéro contre l'AFC Bournemouth. Le 5 octobre 2022, il fait ses débuts en Ligue des champions en remplaçant João Cancelo à la 57e minute lors d'une victoire cinq buts à zéro contre le FC Copenhague.
Lors de la saison 2022-2023 avec Manchester City, il remporte le championnat d'Angleterre devant Arsenal, la Coupe d'Angleterre face à Manchester United (victoire, 2-1) ainsi que la Ligue des champions contre l'Inter Milan (victoire, 1-0),,.
Le 15 août 2023, Rico Lewis prolonge son contrat avec Manchester City jusqu'en 2028,. Le lendemain, au stade Karaïskakis, il remporte la Supercoupe de l'UEFA face au Séville FC (1-1, 5-4 aux tirs au but).

### Carrière en sélection
Le 22 août 2019, Rico Lewis dispute son premier match avec l'équipe d'Angleterre des moins de 16 ans contre l'Irlande (match nul, 3-3).
Le 3 septembre 2021, il dispute son premier match avec l'équipe d'Angleterre des moins de 18 ans contre le Pays de Galles. Lors de cette rencontre, Rico Lewis inscrit un but (match nul, 1-1).
Le 21 septembre 2022, il dispute son premier match avec l'équipe d'Angleterre des moins de 19 ans contre le Monténégro (victoire, 2-0).
Le 28 mars 2023, il dispute son premier match avec l'équipe d'Angleterre espoirs contre la Croatie (défaite, 2-1).

## Statistiques

### En club
| Saison                | Club                  | Championnat           | Championnat | Championnat | Championnat | Coupe nationale | Coupe nationale | Coupe nationale | Coupe de la Ligue | Coupe de la Ligue | Coupe de la Ligue | Supercoupe | Supercoupe | Supercoupe | Compétition(s) continentale(s) | Compétition(s) continentale(s) | Compétition(s) continentale(s) | Compétition(s) continentale(s) | Supercoupe UEFA | Supercoupe UEFA | Supercoupe UEFA | Coupe du monde des clubs | Coupe du monde des clubs | Coupe du monde des clubs | Total | Total | Total |
| Saison                | Club                  | Division              | M.          | B.          | P.d.        | M.              | B.              | P.d.            | M.                | B.                | P.d.              | M.         | B.         | P.d.       | Comp.                          | M.                             | B.                             | P.d.                           | M.              | B.              | P.d.            | M.                       | B.                       | P.d.                     | M.    | B.    | P.d.  |
| 2022-2023             | Manchester City       | Premier League        | 14          | 0           | 0           | 5               | 0               | 0               | 2                 | 0                 | 0                 | 1          | 0          | 0          | C1                             | 2                              | 0                              | 0                              | -               | -               | -               | -                        | -                        | -                        | 24    | 0     | 0     |
| 2023-2024             | Manchester City       | Premier League        | 16          | 3           | 0           | 2               | 0               | 0               | 1                 | 0                 | 0                 | 1          | 0          | 0          | C1                             | 7                              | 1                              | 3                              | -               | -               | -               | 1                        | 0                        | 0                        | 28    | 4     | 3     |
| 2024-2025             | Manchester City       | Premier League        | 28          | 1           | 2           | 3               | 1               | 1               | 2                 | 0                 | 1                 | 1          | 0          | 0          | C1                             | 9                              | 0                              | 1                              | -               | -               | -               | 1                        | 0                        | 0                        | 44    | 2     | 5     |
| 2025-2026             | Manchester City       | Premier League        | 1           | 0           | 1           | -               | -               | -               | -                 | -                 | -                 | -          | -          | -          | C1                             | -                              | -                              | -                              | -               | -               | -               | -                        | -                        | -                        | 1     | 0     | 1     |
| Total sur la carrière | Total sur la carrière | Total sur la carrière | 59          | 4           | 3           | 10              | 1               | 1               | 5                 | 0                 | 1                 | 3          | 0          | 1          | -                              | 18                             | 1                              | 4                              | 0               | 0               | 0               | 2                        | 0                        | 0                        | 97    | 6     | 10    |

### En sélection nationale
| Saison                | Sélection             | Phases finales        | Phases finales | Phases finales | Phases finales | Éliminatoires | Éliminatoires | Éliminatoires | Ligue des nations | Ligue des nations | Ligue des nations | Matchs amicaux | Matchs amicaux | Matchs amicaux | Total | Total | Total |
| Saison                | Sélection             | Compétition           | M              | B              | Pd             | M             | B             | Pd            | M                 | B                 | Pd                | M              | B              | Pd             | M     | B     | Pd    |
| --------------------- | --------------------- | --------------------- | -------------- | -------------- | -------------- | ------------- | ------------- | ------------- | ----------------- | ----------------- | ----------------- | -------------- | -------------- | -------------- | ----- | ----- | ----- |
| 2023-2024             | Angleterre            | -                     | -              | -              | -              | 1             | 0             | 0             | -                 | -                 | -                 | -              | -              | -              | 1     | 0     | 0     |
| 2024-2025             | Angleterre            | -                     | -              | -              | -              | -             | -             | -             | 4                 | 0                 | 0                 | -              | -              | -              | 4     | 0     | 0     |
| Total sur la carrière | Total sur la carrière | Total sur la carrière | -              | -              | -              | 1             | 0             | 0             | 4                 | 0                 | 0                 | -              | -              | -              | 5     | 0     | 0     |

## Palmarès
| Manchester City (7) - Premier League (2) - Champion : 2023 et 2024 - Coupe d'Angleterre (1) - Vainqueur : 2023 - Ligue des champions (1) - Vainqueur : 2023 - Supercoupe de l'UEFA (1) - Vainqueur : 2023 - Coupe du monde des clubs (1) - Vainqueur : 2023 - Community Shield (1) - Vainqueur : 2024 |